# وایلد بانچ
وایلد بانچ (انگلیسی: Wild Bunch) شرکت رسانه‌ای و فیلم‌سازی آلمانی فرانسوی است، که در سال ۱۹۷۹ توسط رونالد میر تأسیس شد.